# Geazi
Geazi ou Geasi (em hebraico: גֵּיחֲזִי‎; "Vale da Visão"), também chamado de Gehasi, foi um discípulo de Eliseu. 
Na literatura rabínica, Geazi é identificado como um dos quatro plebeus que perdeu sua parte na vida após a morte por causa de sua maldade, Geazi era o servo do profeta Eliseu. Ele aparece em conexão com a história da mulher sunamita e o filho dela e de Naamã o sírio. Na última ocasião, Geazi, dominado pela avareza, obteve no nome do profeta dois talentos de prata e duas mudas de vestimenta de Naamã. 
Consequentemente, ele era culpado de duplicidade e desonestidade de conduta, fazendo com que Eliseu denunciasse seu crime com severidade justa, e determinasse que "a lepra de Naamã se apegaria a ele e seus descendentes para sempre ”. Depois que Eliseu amaldiçoou Geazi, Geazi ficou leproso “tão branco quanto a neve ”(2 Reis 5.27). 